# Mark Watson
Mark Stewart Watson (Vancouver, Columbia Británica, Canadá, 8 de septiembre de 1970) es un exfutbolista y entrenador canadiense. Jugó como defensa. Actualmente es el asistente técnico del Minnesota United de la MLS.
Actualmente es miembro de Canada Soccer Hall of Fame desde el 2008.

## Selección nacional
Ha sido internacional con la Selección de fútbol de Canadá, disputó 78 partidos internacionales y marcó tres goles. Fue campeón de la Copa de Oro de la Concacaf 2000 con su país. Participó en la Copa FIFA Confederaciones 2001. También jugó la Copa de Oro en 1991 y 1996.

### Participaciones en la Copa de Oro de la Concacaf
| Copa                            | Sede                   | Resultado    |
| ------------------------------- | ---------------------- | ------------ |
| Copa de Oro de la Concacaf 1991 | Estados Unidos         | Primera fase |
| Copa de Oro de la Concacaf 1993 | Estados Unidos/ México | Primera fase |
| Copa de Oro de la Concacaf 2000 | Estados Unidos         | Campeón      |

### Participaciones en la Copa FIFA Confederaciones
| Copa                           | Sede  | Resultado    |
| ------------------------------ | ----- | ------------ |
| Copa FIFA Confederaciones 2001 | Japón | Primera fase |

## Clubes

### Como jugador
| Club                   | País           | Año       |
| ---------------------- | -------------- | --------- |
| Ottawa Intrepid        | Canadá         | 1990      |
| Hamilton Steelers      | Canadá         | 1991      |
| Montreal Supra         | Canadá         | 1992      |
| Vancouver 86ers        | Canadá         | 1993-1994 |
| Watford                | Inglaterra     | 1993-1995 |
| Columbus Crew          | Estados Unidos | 1996      |
| New England Revolution | Estados Unidos | 1996      |
| Seattle Sounders       | Estados Unidos | 1997      |
| Östers IF              | Suecia         | 1997-1999 |
| Oxford United          | Inglaterra     | 1998-2000 |
| Oldham Athletic        | Inglaterra     | 2000-2001 |
| D.C. United            | Estados Unidos | 2001      |
| Charleston Battery     | Estados Unidos | 2002-2004 |
| Vancouver Whitecaps    | Canadá         | 2005      |
| Charleston Battery     | Estados Unidos | 2006-2007 |

### Como entrenador
| Club                                            | País           | Año       |
| ----------------------------------------------- | -------------- | --------- |
| Selección de Canadá (entrenador adjunto)        | Canadá         | 2004-2008 |
| Charleston Battery (entrenador adjunto)         | Estados Unidos | 2006-2009 |
| Selección sub-20 de Canadá (entrenador adjunto) | Canadá         | 1993-1997 |
| San Jose Earthquakes (entrenador adjunto)       | Estados Unidos | 2010-2013 |
| San Jose Earthquakes (interino)                 | Estados Unidos | 2013      |
| San Jose Earthquakes                            | Estados Unidos | 2013-2014 |
| Orlando City (entrenador adjunto)               | Estados Unidos | 2014-2016 |
| Minnesota United (entrenador adjunto)           | Estados Unidos | 2017-     |